# Terebra neglecta
Terebra neglecta é uma espécie de gastrópode do gênero Terebra, pertencente à família Terebridae.